# Biserica „Sf. Gheorghe” a fostului schit Târnavița
Biserica „Sf. Gheorghe” a fostului schit Târnavița este un monument istoric aflat pe teritoriul satului Târnava; comuna Radovan. În Repertoriul Arheologic Național, monumentul apare cu codul 73898.01.
Data precisă a constrcției nu se cunoaște de asemeni nici ctitorul nu e sigur. Se zice că egumenul de Bistrița Partenie o regace și întemeiază schitul de călugări. In decursul vremii nu mai fost restaurată doar la 1800 i s-a îngrădit pridvorul de către frații Stan și Maria Bercea. L a 1808 peste pridvor s-a înălțat o turlă care servea drept clopotniță și care s-a surpat la cutremurul din 1838. Din actele de danie și înzestrare schitul are o vechime mai mare de anul 1678. Astăzi din întreg complexul de clădiri n-a mai rămas decât biserica.